# Фробишер (озеро)
Фробишер (англ. Frobisher Lake) — озеро в провинции Саскачеван в Канаде.

## География
Расположено на северо-западе провинции южнее реки Клируотер и чуть севернее озера Черчилл. Одно из больших озёр Канады — площадь водной поверхности 397 км², общая площадь — 516 км², десятое по величине озеро в провинции Саскачеван. Высота над уровнем моря 421 метр. Ледостав с ноября по май. Озеро имеет ледниковое происхождение, ледник «процарапал» ложе озера очень сложной формы — Фробишер имеет изрезанную береговую линию и множество рукавов, проток, полуостровов, островов. Острова занимают четвёртую часть озера, самые крупные из них — Пайнско (Pineskau), Уэйписко (Wapiskaw), Уоскуэй (Waskwei), Катеран (Cateran), Келли (Kelly), Крамп (Crump), Попплуэлл (Popplewel), Эфреймсон (Efreimson). Сток через протоку в озеро Черчилл, далее по реке Черчилл в Гудзонов залив.

## Фауна озера
Виды рыб, обитающие в озере: белый и длинноносый чукучан, озёрная форель, щука, жёлтый окунь, озёрный сиг, налим, светлопёрый судак. Развито спортивное рыболовство на щуку и судака.